# Diagramma di Penrose

Diagramma di Penrose dello spaziotempo di Minkowski

In fisica teorica, e in particolare in relatività generale, un diagramma di Penrose (dal nome del fisico matematico Roger Penrose) è un diagramma bidimensionale che cattura le relazioni causali tra punti diversi
nello spazio-tempo. 
È un'estensione dei diagrammi di Minkowski dove la dimensione verticale rappresenta il tempo, e quella orizzontale una o più dimensioni spaziali. Le linee oblique a 45°  corrispondono a segnali luminosi.
La maggior differenza è che localmente, la metrica dei diagrammi di Penrose è conformemente equivalente alla metrica reale dello spaziotempo. Il fattore conforme è scelto in modo tale che l'intero spaziotempo all'infinito è trasformato in un diagramma di Penrose di dimensioni finite. 
Per spaziotempi sferici ogni punto del diagramma corrisponde a una 2-sfera.
In un siffatto diagramma si potranno distinguere sui bordi:
- il confine-c futuro;
- il confine-c passato;
- l'altrove assoluto all'infinito.